# Christian Weber (Eishockeyspieler)
Christian Weber (* 19. Februar 1964) ist ein ehemaliger Schweizer Eishockeyspieler und heute Eishockeytrainer. Seit November 2023 ist er Trainer des EHC Winterthur. Als Offensivspieler lief er zwischen 1983 und 2001 insgesamt 607 Mal in der Schweizer Nationalliga A auf und ist 102-facher Schweizer Nationalspieler.

## Karriere
Weber begann 1979 seine Karriere beim Zweitligisten EHC Dübendorf. Nach vier Jahren als Stammspieler wechselte er zum damaligen Spitzenklub HC Davos, wo er in zwei Jahren zweimal die Schweizer Meisterschaft (1984 und 1985) erringen konnte. 1985 wechselte er zum Stadtklub Zürcher SC, mit dem er jedoch abstieg und zwei Jahre in der zweiten Schweizer Liga verbrachte. 1988 wechselte Weber zurück in die NLA zum HC Ambrì-Piotta.
1989 ging Weber zum wieder aufgestiegenen ZSC zurück und wurde zum Stammspieler der Schweizer Nationalmannschaft, mit der er 1991, 1992, 1993, 1995 sowie 1996 an den Weltmeisterschafts-Turnieren teilnahm. In der zweiten Hälfte der 1990er Jahre spielte er wieder für drei Jahre in Davos, bevor er 1997 nach Zürich zurückkehrte. 2000 wurde er mit dem ZSC Schweizer Meister und trat anschließend vom aktiven Sport zurück, wurde aber in den Play-offs 2001 reaktiviert und konnte den Titel verteidigen.
Nach seiner aktiven Zeit blieb er dem ZSC als Trainer des clubeigenen Farmteams GCK Lions treu, zuerst als Co-Trainer, später als Cheftrainer, bevor er 2003 zum Chefcoach der ZSC Lions wurde. Im November 2005 wurde er jedoch wegen Erfolglosigkeit vom Chefposten abgelöst und zum Trainerassistenten beim Farmteam GCK Lions degradiert.
Bereits im Januar 2006 wurde er von den SCL Tigers als neuer Cheftrainer verpflichtet, wo er bis Januar 2010 unter Vertrag stand.
Im Laufe der Saison 2009/10 wurde bekannt, dass Weber ab Sommer 2010 die Rapperswil-Jona Lakers trainieren würde. Daraufhin wurde er im Januar 2010 von den SCL Tigers freigestellt und seinen Posten übernahm Konstantin Kuraschew. Weniger als einen Monat später wurde er früher als geplant als neuer Cheftrainer der Lakers vorgestellt, da Interimstrainer John Slettvoll nach Schweden zurückgekehrt war. Anfang Februar 2011 wurde Weber bei den Rapperswil-Jona Lakers entlassen, nachdem die Mannschaft auf den letzten Tabellenplatz zurückgefallen war und die Playoffs verpasste.
Im Januar 2012 wurde Weber Cheftrainer der Kampfmannschaft des EC KAC, nachdem Emanuel Viveiros von diesem Amt entbunden wurde. Zuvor hatte Weber die Nachwuchsmannschaften des KAC trainiert. Im Dezember des gleichen Jahres wurde er beurlaubt und durch seinen bisherigen Assistenten Christer Olsson ersetzt. Während seiner Trainerzeit in Österreich fungierte er – nebst der Tätigkeit beim KAC – auch als Assistent-Coach beim Nationalteam.
Auf die Saison 2013/14 wechselte Weber als Sportchef und Trainer zum HC Thurgau. Ab Januar 2018 war er Cheftrainer beim österreichischen AlpsHL-Verein EHC Lustenau.
2020 bis Ende 2022 war er Trainer des EHC Basel. Zur Saison 2023/24 wurde er zum Sportchef des EHC Winterthur ernannt. Nach der Entlassung von Cheftrainer Teppo Kivelä im November 2023 übernahm Weber in der Folge auch das Amt des Cheftrainers.